# Elacatinus atronasus
Elacatinus atronasus är en fiskart som först beskrevs av Böhlke och Robins, 1968.  Elacatinus atronasus ingår i släktet Elacatinus och familjen smörbultsfiskar. Inga underarter finns listade i Catalogue of Life.